# Хойна (Любуське воєводство)
Хойна (пол. Chojna) — село в Польщі, у гміні Кросно-Оджанське Кросненського повіту Любуського воєводства.
Населення — 48 осіб (2011).
У 1975-1998 роках село належало до Зеленогурського воєводства.

## Демографія
Демографічна структура станом на 31 березня 2011 року:
|          | Загалом | Допрацездатний вік | Працездатний вік | Постпрацездатний вік |
| -------- | ------- | ------------------ | ---------------- | -------------------- |
| Чоловіки | 28      | 11                 | 16               | 1                    |
| Жінки    | 20      | 4                  | 12               | 4                    |
| Разом    | 48      | 15                 | 28               | 5                    |